# 長江寺 (島根県川本町)
長江寺（ちょうこうじ）は、島根県邑智郡川本町にある、曹洞宗の寺院である。

## 歴史
- 川本町は、石見の国人である小笠原氏によって治められ12代当主小笠原長隆は1508年の大内義興の上洛戦に参戦し戦功をあげ、将軍職に返り咲いた室町幕府12代将軍 足利義稙より従五位下・上総介を授かった。また世界遺産登録をされた石見銀山を攻め、管理した。 湯谷温泉に「弥山荘」という別荘（出城）を築き攻防戦で傷ついた武士たちの傷を癒したと言われ、これが長江寺の源である。
- 川本の地を長く治めた小笠原氏の菩提寺で古刹である。
- 石見観音霊場第10番。

## 伽藍
- 山門：楼部分に羅漢、石佛が段を造り欄干に沿って並ぶ。

## 寺宝
- 獏頭(ばくとう)の玉枕 (ぎょくちん)：将軍足利義稙から上洛戦の戦功で、拝領したと言われている。(この枕で眠れば、すばらしい夢が見られる。)

## 他
- 精進料理：四季折々の食材を使った精進料理がいただける。

## 交通アクセス
- 西日本旅客鉄道(JR西日本)三江線石見川本駅からタクシーで10分.